# Turismo in Austria
Il turismo in Austria è un'importante fonte di reddito, che vale il 9% del prodotto nazionale lordo, grazie alle numerose attrazioni turistiche su due direttrici: Alpi e cultura.
Come in tutto il resto della regione alpina, anche in Austria si è assistito ad una crescita considerevole dell'economia grazie al turismo. Il flusso turistico è attratto sia dalle località montane, affollate in ogni stagione, sia dalle città ricche di testimonianze artistiche e attività culturali, in particolare Vienna, Linz, Salisburgo e Graz.
Il turismo costituisce una parte importante dell'economia dell'Austria, rappresentando quasi il 9% del prodotto interno lordo austriaco. L'Austria ha un letto per ogni sei abitanti e vanta il reddito pro capite più alto derivante dal turismo nell'Organizzazione per la cooperazione e lo sviluppo economico. A partire dal 2007, il numero totale di pernottamenti turistici è pressoché lo stesso per la stagione estiva e invernale, con picchi a febbraio e luglio/agosto.
Nel 2007, l'Austria si è classificata al 9° posto a livello mondiale per entrate provenienti dal turismo internazionale, con 18,9 miliardi di dollari USA. Nella classifica mondiale del turismo, l'Austria si è classificata al 12° posto con 30,8 milioni di turisti.

## Aree più visitate
Vienna attrae la maggior parte dei turisti, sia in estate che in inverno. Salisburgo riceve circa un quinto dei pernottamenti turistici rispetto a Vienna, il che la colloca al secondo posto nella stagione estiva. Nella stagione invernale, diverse località di sport invernali nell'Austria occidentale superano Salisburgo per numero di pernottamenti turistici: Sölden, Saalbach-Hinterglemm, Ischgl, Sankt Anton am Arlberg e Obertauern.
Le visite in Austria includono principalmente gite a Vienna con la sua cattedrale, i suoi "Heurigen" (enoteche) e i romantici eventi musicali a tema valzer. Meritano una visita Salisburgo, città natale di Mozart, Innsbruck, capoluogo del Tirolo circondata dalle Alpi, Linz, capoluogo dell'Alta Austria con il duomo più grande dell'Austria e le moderne attrazioni culturali, e la valle del Danubio con i suoi vigneti, ad esempio la Wachau o la Dunkelsteinerwald, che si trovano tra Melk e Krems. Nella parte occidentale del paese la provincia del Vorarlberg arriva fino al Lago di Costanza, nella parte orientale il Lago di Neusiedl. I tre monumenti più visitati in Austria sono il Palazzo di Schönbrunn (2.590.000 visitatori all'anno), il Tiergarten Schönbrunn (2.453.987 visitatori) e la Basilica di Mariazell (1.500.000 visitatori).

## Sport e natura

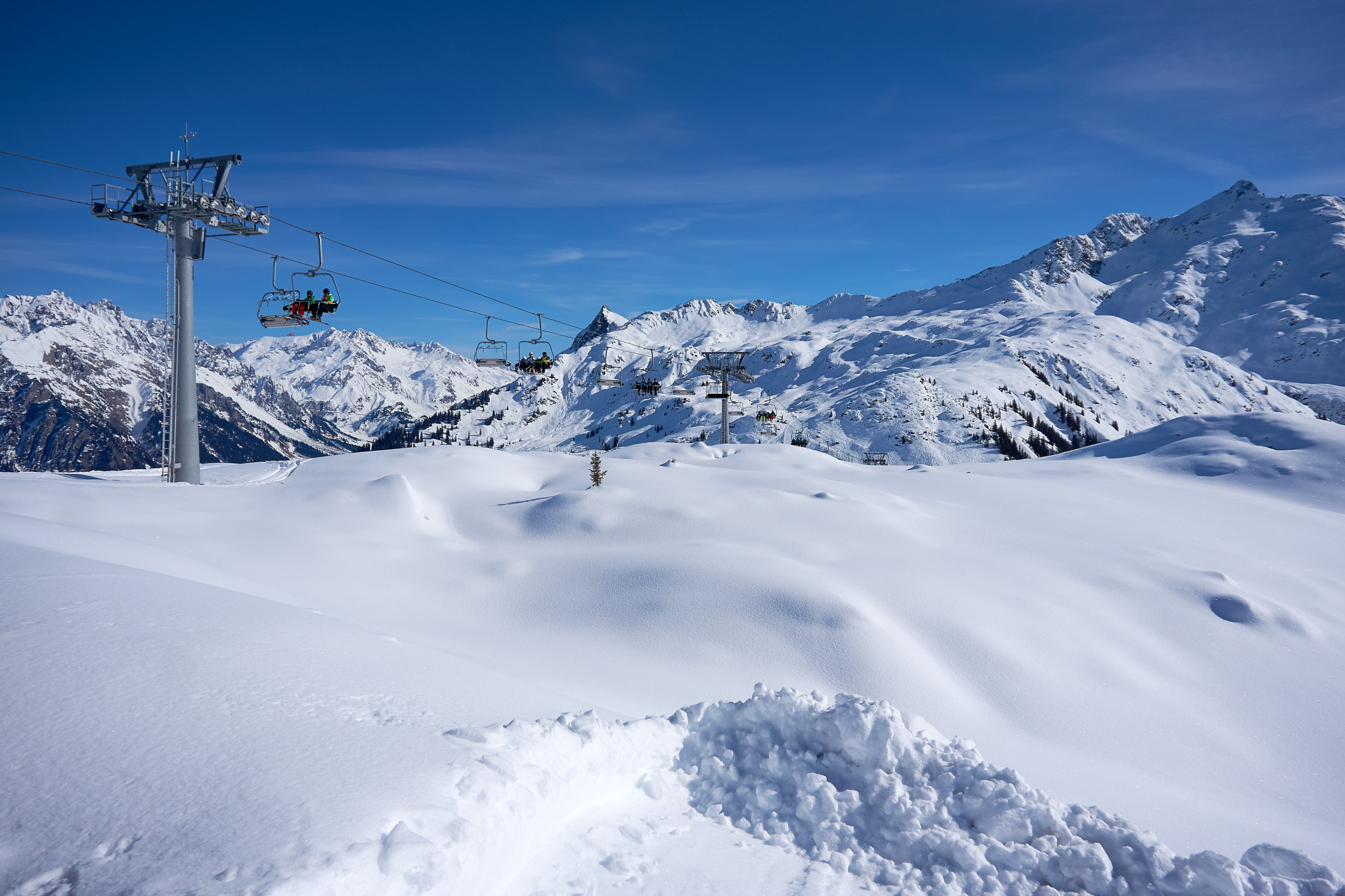
Ski Arlberg nel Vorarlberg e nel Tirolo

Di grande importanza turistica sono le stazioni sciistiche, escursionistiche e di alpinismo austriache nelle Alpi, così come le aree ricreative adatte alle famiglie (ad esempio il Witcheswasser in Tirolo). Lo stesso vale per i numerosi laghi austriaci (ad esempio il Wolfgangsee e altri laghi nel Salzkammergut a est di Salisburgo o il Wörthersee in Carinzia) e i castelli. Estendendosi tra il Vorarlberg e il Tirolo, Ski Arlberg è il più grande comprensorio sciistico collegato dell'Austria e uno dei cinque più grandi al mondo.

## Arte e cultura
Per i visitatori interessati alla media art, c'è l'Ars Electronica Center a Linz. Dal 1979 questo centro organizza l'Ars Electronica Festival e presenta il Prix Ars Electronica, il premio più prestigioso al mondo per l'arte dei media.